# AHAH
AHAH(Asynchronous HTML and HTTP, 비동기식 HTML과 HTTP)는 자바스크립트를 이용하여 동적으로 웹 페이지를 갱신하는 방법이라는 점에서 Ajax와 유사하지만, Ajax와는 달리 클라이언트측에서 요청에 대한 응답을 파싱하지 않고 직접적으로 사용된다는 점이 다르다.
이는 서버의 응답이 텍스트이거나 유효한 XHTML/HTML구조를 포함하고 있어야 한다는 것을 의미한다.

## 개요
Ajax와 같이 XML-HTTP기능이 요청을 초기화하기 위해 사용되지만, 응답을 받았을 때 요청의 상태변화는 함수에 의해 통제되며 그 함수는 응답을 도큐먼트 오브젝트 모델을 이용한 XML로 파싱하지 않는 대신 비 표준인 innerHTML 속성을 이용하여 문서의 대상 엘리먼트에 응답 내용을 직접적으로 삽입한다. innerHTML은 주요 웹 브라우저 (또는 사용자 에이전트)에 의해 지원되는 읽기/쓰기가 가능한 속성이며 마이크로소프트의 인터넷 익스플로러에서 처음 소개되었다.

## 고려사항
AHAH를 사용하기 위한 가장 실용적인 연습은 XML-HTTP 응답의 본문 구조를 수정하지 않으려고 하는 것이며, 사용하기 쉽고 덜 복잡하며 향상된 속도와 향상된 코드 가독성을 제공하기 때문에 자주 추천되는 방법이다. 또한, 비록 W3C의 DOM 추천사항에 포함되어 있지 않더라도 innerHTML 속성 또한 광범위하게 지원되고 있다. 하지만 응답 XHTML 구조를 단순한 문자열 조작 이상의 변화를 필요로 할 경우에는 DOM을 기반으로 한 Ajax를 이용하는 것이 대상 엘리먼트에 추가된 응답 콘텐츠를 기반으로 한 엘리먼트에 대한 참조문서가 이미 생성되어 있으므로 재 사용이 가능하기 때문에 더 낫다. 하지만 구조의 복잡도와 변경 빈도는 성능변화에 영향을 끼치기 때문에 이러한 고려사항은 경우에 따라 다양해지게 된다. 오페라 8.54와 인터넷 익스플로러 6이 현재 어떠한 문자열이든 허용하는 반면 파이어폭스 1.5는 innerHTML로서만 놓이게 되는 유효한 엘리먼트 구조만을 허용할 것이다. 또한 DOM을 다루기 위해 innerHTML을 사용하면서 속도는 매우 향상되었고 몇몇 광범위한 벤치마크가 이를 증명하기 위해 수행되었다. 이는 일부 케이스에서 Ajax를 사용하는 데 AHAH를 이용하는 것을 보장할 수도 있을지도 모른다. 하지만 불운하게도, 일반적으로 대부분의 주요 웹 브라우저는 심지어 문서 형태가 우선적으로 유효한 XML을 요구하는 XHTML 1.0 표준을 엄격히 준수하는 셋이라 하더라도 innerHTML로부터 유효한 XML을 반환하지 않는다. 이것은 innerHTML의 엉망인 문자열 표기를 분석하여 유효한 XML로 바꾸기 위해 상당한 가공이 필요하다는 것을 의미한다. 현재 대부분의 주요 웹 브라우저는 innerHTML을 사용할 때 원본 문서의 서로 다른 변형물을 반환한다. 파이어폭스 1.5는 img, br, input등과 같은 단독 엘리먼트를 종결짓지 못하며 오페라 9는 엘리먼트 이름을 대문자로 변화시켜 반환한다. 게다가 인터넷 익스플로러는 앞의 두 가지 예에 대해 모두 실패할 뿐만 아니라 표준 요구사항인 속성값 주변의 인용 부호마저 제거해 버린다. 오페라와 파이어폭스의 경우 각각 단지 한 개씩만을 생략할 뿐이고 바라건대 그것은 곧 고쳐질 것이다. 그 사이 개발자는 무엇보다도 innerHTML의 결과물을 수정해야 한다. 오페라의 경우 제공되는 문서 형태가 커스텀 타입의 text/html형식 뿐만 아니라 application/XHTML+XML이나 application/XML, 또는 text/xml인 경우에도 소문자 형태의 엘리먼트 이름을 반환해야 한다.
innerHTML의 다른 사용례는 주 문서에 있는 액션스크립트와 자바스크립트 함수라 불리는 ExternalInterface를 통해 Flash로 중계하는 것이다. 이것은 파싱을 위해 유효한 XML을 필요로 하며 Flash를 통해 외부 콘텐트를 로딩하는 것을 피하는 데 사용될 수 있지만 오히려 대체나 Flash 표현을 위해 주 문서 구조에 포함된다. 이것은 검색 엔진 최적화(SEO) 노력에 도움을 준다.

## 표준화
AHAH는 REST가 가능한 XHTML(REX) 마이크로포맷의 일부분으로 채택되었다. AHAH를 구현하기 위한 방법 또한 Javascript 라이브러리에서 사용 가능하도록 만들어졌고 코드 크기를 줄여준다는 이점이 있다.